# Ministerialis

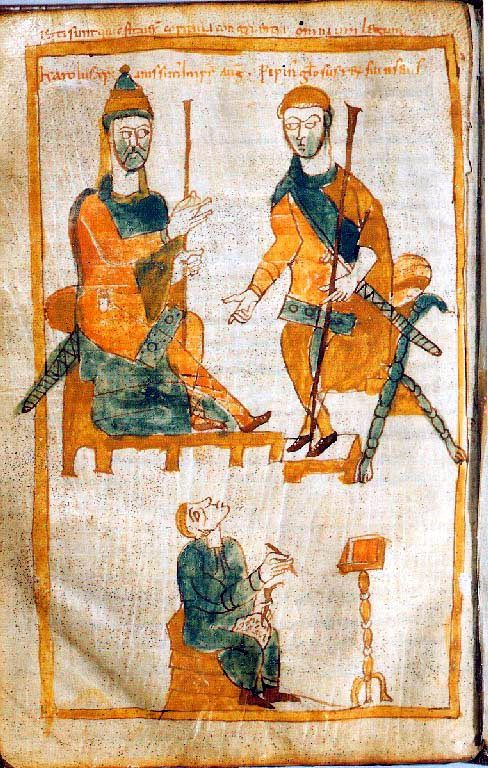
Carlos Magno, Pepino e um ministerialis.

Ministerialis (pl. ministeriales) é um termo latino pós-clássico usado na Idade Média principalmente no território do Sacro Império para designar agentes ou servidores especiais, e acarretava um estatuto de nobreza.
Eram servos que tinham capacidades administrativas superiores e que foram empregados por seus senhores para desempenhar uma série de funções nas cortes, nas milícias, nos feudos e territórios e na administração pública. Como servos, não dispunham de liberdade em uma série de aspectos e estavam sujeitos à vontade do senhor, mas a responsabilidade que lhes conferiam lhes valia um status elevado, sendo considerados membros da nobreza. A classe parece ter surgido da necessidade dos senhores de obter servidores competentes e confiáveis para funções que membros da nobreza livre não estavam dispostos a desempenhar.
O primeiro registro conhecido de servos com tais atributos foi deixado pelo abade Adelardo de Corbie, principal conselheiro de Carlos Magno, em seu tratado De ordine palatii, fazendo louvores à sua capacidade, mas não menciona a palavra, antes os cita como servii proprii (servos domésticos). Em outros documentos o abade refere que eram considerados servos excepcionais, e mantinham a prática de preparar outros servos para mais tarde assumirem suas funções. O imperador Conrado II fez a primeira menção ao termo ministerialis, citando-os como uma classe especial de administradores e oficiais.
Dividiram-se em ministeriales casati, que administravam terras e feudos e recebiam pagamento na forma de parte dos impostos feudais devidos aos senhores, e ministeriales non-casati, que assumiam também serviços militares como cavaleiros.
Com o passar do tempo a classe foi regulamentada, aumentando seu prestígio, vindo a constituir um estrato social de grande relevo, assumindo os cargos administrativos mais elevados como senescal, mordomo, camareiro, castelão, juiz, burgomestre e marechal. Passaram a ser investidos de feudos e terras alodiais em seu próprio direito, embora nem sempre pudessem transmití-los à descendência, mas seus filhos nasciam na mesma classe. Também foram isentos dos principais impostos servis. Mulheres não eram excluídas da função e diversas se notabilizaram nela. No século XII os principais ministeriales foram autorizados a manter seus próprios vassalos e milícias, e no século XIII muitos já dispunham de liberdade como senhores feudais comuns. No século XIV já se confundiam perfeitamente com a pequena nobreza, e no século XV dominavam a classe dos cavaleiros.